# 郡山市立安積第一小学校
郡山市立安積第一小学校（こおりやましりつ あさかだいいち しょうがっこう）は、福島県郡山市安積荒井本町にある公立の小学校。

## 沿革
- 1874年 - 荒井小学校開校
- 1875年 - 笹川小学校創立
- 1876年 - 荒井小学校の分校として、日出山校開校
- 1880年 - 日出山校が本校として、日出山小学校となり、小田原、荒井、笹川を分校とする
- 1890年 - 日出山尋常学校に改称し、荒井、笹川を分校とし、小原田（のちの小原田小学校）を分離した。
- 1892年 - 永盛尋常小学校に改称
- 1898年 - 現在地に校舎新築
- 1941年 - 国民学校令により、永盛町国民学校に改称
- 1947年 - 学制改革により、永盛町立永盛小学校に改称
- 1954年 - 町村合併により、安積町立安積第一小学校に改称
- 1965年 - 町村合併により、郡山市立安積第一小学校に改称

参照 - 沿革史

## 周辺
- 郡山南インター線
- 郡山市立安積中学校
- 笹原川
- 成山公園
- 神明公園

## 主な進学先中学校
- 郡山市立安積中学校